# كارمين سيلفا
كارمين سيلفا (بالبرتغالية: Carmem Silva‏) هي لاعبة تايكوندو وممثلة برازيلية، ولدت في 5 أبريل 1916 في البرازيل، وتوفيت بنفس المكان في 21 أبريل 2008.

## وصلات خارجية
- كارمين سيلفا على موقع IMDb (الإنجليزية)
- كارمين سيلفا على موقع قاعدة بيانات الفيلم (الإنجليزية)